# Klebsiella ornithinolytica
Espèce
Klebsiella ornithinolytica est une espèce bactérienne à Gram négatif du genre Klebsiella.

## Description
Les bactéries de l'espèce K. electrica sont des bacilles Gram négatif, anaérobies facultatives, non mobiles et ne sporulant pas. Leur largeur est de 0,3 µm à 0,4 µm pour une longueur de 3,0 µm à 6,0 µm. Elles sont capables de croître sur gélose à une température optimale de 37 °C mais aussi à 41 °C. Contrairement à Klebsiella pneumoniae, elles sont capables de croître à 10 °C et à 5 °C. Ces bactéries sont positives au test Voges-Proskauer. Elles sont capables de produire de l'histamine contrairement aux bactéries des complexes K. pneumoniae et K. oxytoca.

## Nomenclature et taxonomie
Initialement décrite comme bactérie du genre Klebsiella, elle a été reclassée dans le genre Raoultella en 2001 à la création de celui-ci,,. Cette espèce a reçu l'épithète ornithinolytica (or.ni.thi.no.ly.ti.ca. N.L. neut. n. ornithinum, l'acide aminé ornithine; N.L. fem. adj. lytica, capable de dissoudre; de Gr. fem. adj. lytikê, capable de dissoudre; N.L. fem. adj. ornithinolytica, dissolvant l'ornithine) pour évoquer sa capacité à lyser l'ornithine. La souche type de cette espèce a été officiellement déposée dans les collections de cultures bactériennes sous les numéros ATCC 31898, CCUG 26769; CIP 103364; CIP 103576; DSM 7464; JCM 6096; NIH 90-72.
Des comparaisons phylogéniques entre les gènes codant l'ARNr 16s et rpoB de cette espèce et ceux d'autres espèces de Klebsiella ont suggéré une classification dans un nouveau genre, Raoultella. Cette reclassification a été validée et adoptée. D'autres comparaisons phylogéniques entre les gènes codant l'ARNr 16s, rpoB, gyrA et parC lors de la publication de R. electrica ont démontré l'appartenance de R. ornithinolytica au genre Raoultella et confirmé la classification de ce genre dans un cluster distinct des Klebsiella.
Drancourt et al. placent l'espèce dans le genre Raoultella lorsqu'ils décrivent celui-ci, sur la base des gènes de l'ARNr 16S et rpoB, en 2001,. De nombreuses analyses phylogénétiques montrent par la suite que ce dernier genre est niché en plein milieu des Klebsiella et conduisent à proposer l'abandon de ce genre,,,. La LPSN, faisant autorité en nomenclature bactérienne, a depuis acté la synonymisation,.

## Habitat
Elle a été isolée à partir d'échantillons de sols et d'eaux. Cette espèce a aussi été isolée à partir d'insectes, de poissons, de tiques et de termites.

## Pathogénie
Cette espèce est reconnue comme une des Klebsiella les plus retrouvées comme pathogènes chez les humains notamment chez les individus avec des comorbidités.
Parmi les pathologies les plus communément causées par l'espèce R. ornithinolytica, on retrouve des infections gastro-intestinales et des infections hépatobiliaires.